# وتيرة الركيس (المضاربة والعارة)

تعديل مصدري - تعديل

وتيرة الركيس هي إحدى قرى عزلة المضاربة بمديرية المضاربة والعارة التابعة لمحافظة لحج في اليمن، بلغ تعداد سكانها 71 نسمة حسب تعداد اليمن لعام 2004.